# Wretton
Wretton är en civil parish i Storbritannien.   Den ligger i grevskapet Norfolk och riksdelen England, i den sydöstra delen av landet, 120 km norr om huvudstaden London. Antalet invånare är 369. Arean är 4,7 kvadratkilometer.
Terrängen i Wretton är mycket platt.